# Maserati Shamal
La Maserati Shamal est une voiture du constructeur italien Maserati, construite de 1989 à 1996. Son nom provient d'un vent chaud, qui signifie "Nord" en arabe, qui souffle sur la Mésopotamie (actuelle région Syrie/Irak).

## Caractéristiques
Cette voiture a, elle aussi, eu une distribution confidentielle : 369 exemplaires construits. La production cesse en 1995-96. Son lancement s'est effectué le 14 décembre 1989.

### Carrosserie
La voiture reprend la ligne de la Maserati Biturbo dessinée par Marcello Gandini. L'avant de la voiture diffère par ses optiques : phares doubles (un rond et un autre rectangulaire), son spoiler avant proéminent avec les antibrouillards intégrés et une petite grille noire avec en son centre le trident Maserati. Une des caractéristiques typiques de la conception de Gandini est la forme asymétrique de la carrosserie pour la roue arrière. La partie centrale haute du toit agit comme un arceau de sécurité et il est toujours de couleur noire.

### Intérieur
L'intérieur comprend des sièges sellerie cuir baquet avant et arrière. Mais, en revanche, les places arrière offrent peu d'espace pour les jambes. Le tableau de bord est d'une facture assez classique, comme ce qui se faisait dans les années 1980.

### Moteur

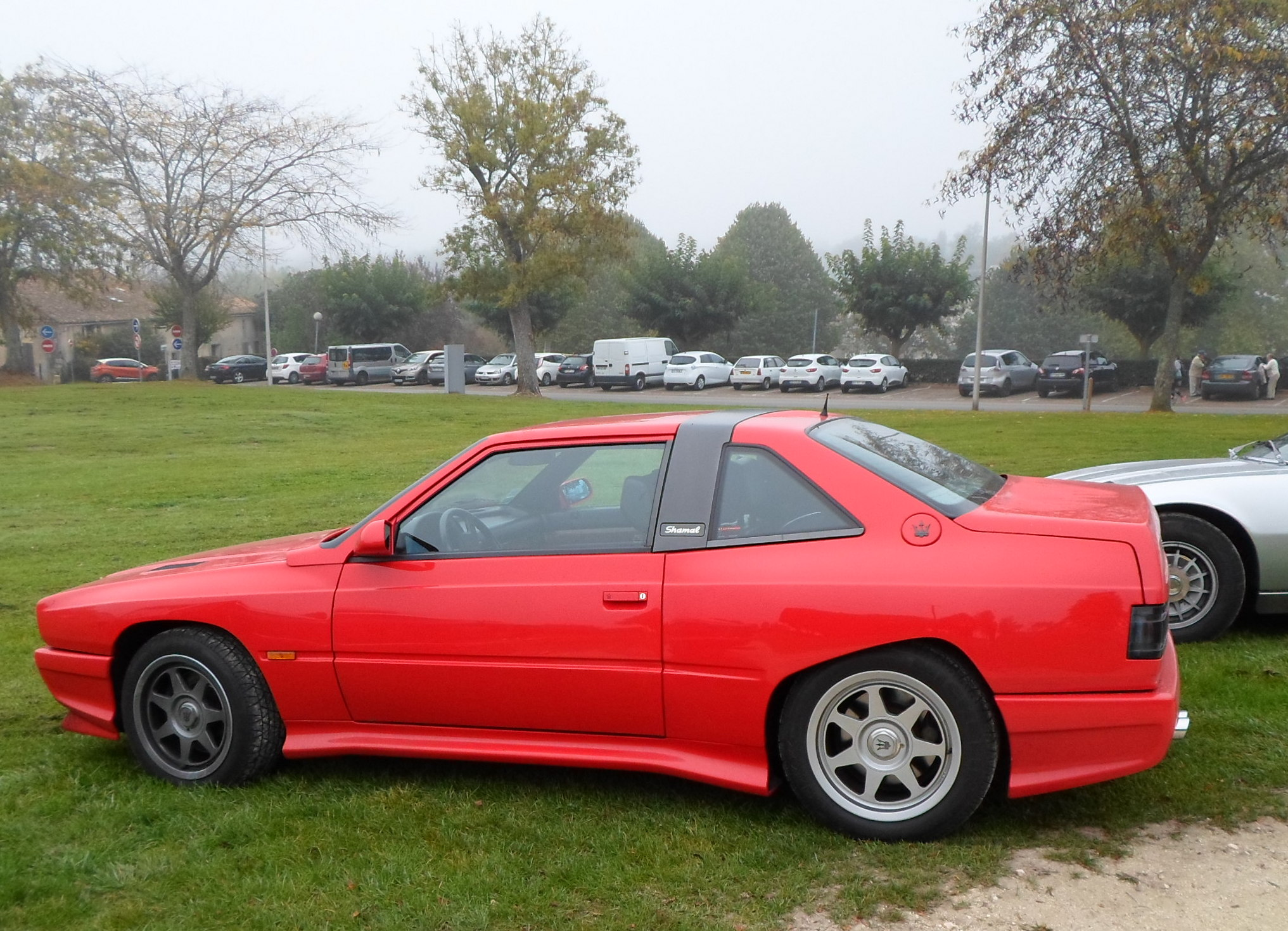
Vue de côté de la Maserati Shamal

La Shamal  (Code Tipo AM 339B32) est dotée du plus gros moteur (de la période De Tomaso), celui-ci sera le dernier vrai moteur Maserati avant la fusion de la marque avec Ferrari. La Shamal reçoit un V8 à 90°, en aluminium de 3 200 cm3, 4 arbres à cames en tête et 32 soupapes, à double turbo, de 325 ch, supporté par une boite Getrag à 6 vitesses.
| Moteur  | Cylindrée | Distribution      | Puissance | Couple                  | Vitesse max. |
| ------- | --------- | ----------------- | --------- | ----------------------- | ------------ |
| AM 479A | 3 217 cm3 | 32 soupapes 4 ACT | 326 ch    | 44,4 kgm à 3 000 tr/min | 270 km/h     |
| AM 479B | 3 217 cm3 | 32 soupapes 4 ACT | 326 ch    | 44,4 kgm à 2 800 tr/min | 270 km/h     |

### Équipements

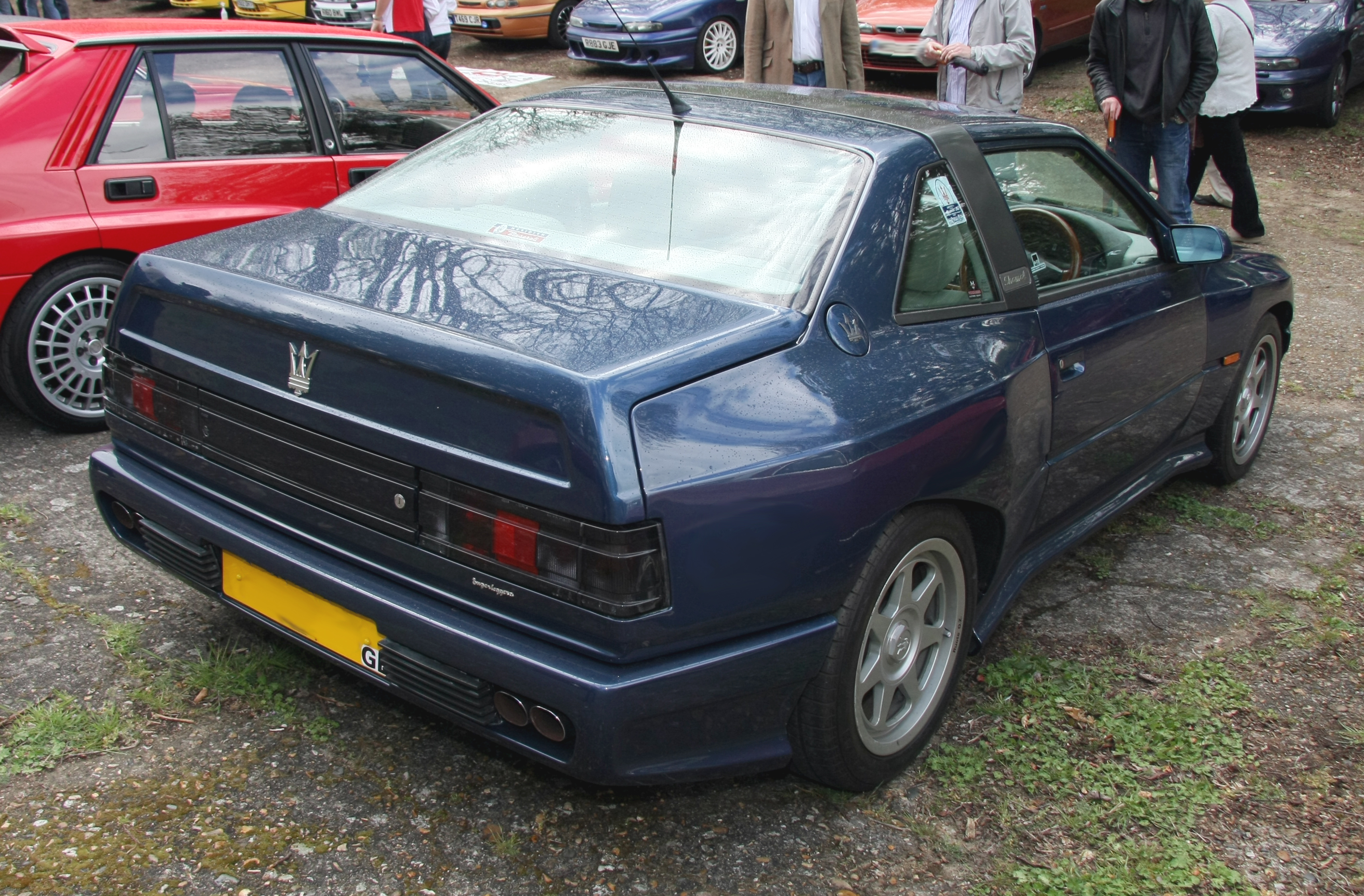
Arrière de la Maserati Shamal.

- Injection électronique multipoint Magneti-Marelli IAV
- Allumage électronique à cartographie Magneti-Marelli
- Deux Turbo IHI RHB 52
- Double intercoolers
- Double catalyseur 3 voies

À noter un train arrière assez élaboré sur des triangles mécano-soudés. Un dispositif de pilotage de l'injection développé par Magneti-Marelli préfigure les systèmes qui équiperont les voitures plus courantes de la fin des années 1990.
Elle aussi est équipée de la suspension pilotée développée par Koni pour Maserati.

## Concurrentes
Deux de ses plus féroces concurrentes sont la Porsche 928 et la Ferrari 348.